# Імперський військовий переворот 12/12
Державний переворот 12 грудня або Військове повстання 12.12 (кор.: хангиль: 12.12 군사 반란, ханча: 十二十二軍事反亂) — військовий заколот, що відбувся 12 грудня 1979 року в Південній Кореї.

## Історія
Генерал-майор армії Республіки Корея Чон Ду Хван, начальник Командування оборони і безпеки, діючи без дозволу виконуючого обов'язки президента Чхве Гю Ха, наказав заарештувати генерала Чон Син Хва, начальника штабу армії РК, за звинуваченнями у причетності до вбивства колишнього президента Пак Чон Хі.
Після затримання Чон Син Хва 29-й полк 9-ї дивізії разом з 1-ю бригадою спеціальних сил і 3-ю бригадою спецназу вторглися в центр Сеула, для підтримки 30-ї і 33-ї груп столичної безпеки, лояльних до Чон Ду Хвана, після чого в столиці розгорілася низка конфліктів. Двоє союзників Чон Син Хва, генерал-майор Чан Те Ван (начальник Командування оборони столиці) і генерал-майор Чон Бйон Чжу (начальник армійського спеціального військового командування), також були заарештовані повстанськими військами. Майор Кім о-ран, ад'ютант генерал-майора Чон Бйон Чжу, був убитий під час перестрілки.
Наступного ранку Міністерство оборони та штаб армії були захоплені. Чон Ду Хван і його товариші — випускники 11-го класу Корейської військової академії, такі як генерал-майор Ро Де У, генерал-командувач 9-ї піхотної дивізії, і генерал-майор Чон Хо Йон, очолили корейську армію. Переворот і подальшу консолідацію влади підтримав потужний приватний клуб військових чиновників під назвою Ханахо.
Державний переворот дванадцятого грудня і державний переворот сімнадцятого травня стали початком кінця Четвертої Республіки Корея. Переворот разом із повстанням у Кванджу став основним звинуваченням для арешту Чуна у 1995 році адміністрацією Кім Йон Сама.

## У культурі

### Кіно
- 12.12: День (2023)[5]

### Телебачення
- 4-та Республіка (1995-96)[6]
- 5-та Республіка (2005)[7][8][9]
- Кореягейт (1995)[10]